# Geotrypetes seraphini
Geotrypetes seraphini, també anomenada cecília de Gabon és una espècie d'amfibi sense pates de la família dels dermophiidae. Va ser descrit Caecilia seraphini per André Duméril el 1859.
És una espècie que viu al sòl que es troba als boscos de terra baixa. També viu en plantacions de fruites, horts rurals i boscos secundaris; els camps d'arròs i els pobles són hàbitat marginal. És vivípar i no depèn de les masses d'aigua per a la reproducció.

## Distribució
Des de l'est de Sierra Leone i la costa de Libèria i el sud de Guinea passant pel sud de Costa d'Ivori fins al sud de Ghana; el sud de Nigèria i el Camerun al sud a través de Guinea Equatorial i Gabon fins a l'oest i el sud de la República del Congo; Bioko; presumiblement també a l'enclavament de Cabinda d'Angola i possiblement a l'extrem occidental de Dem. Rep. Congo.